# Акант (олімпіонік)
Акант (Аканф) Спартанський (*Άκανθος ο Λακεδαιμόνιος, д/н — після 720 до н. е.) — давньогрецький атлет, бігун, переможець Олімпійських ігор.

## Життєпис
Народився у м. Спарта. Про підготовку Аканта до змагань замало відомостей. Під час 15-х Олімпійських ігор у 720 році до н. е. став подвійним переможцем: в діаулосі (подвійному бігу на стадії) та доліхосі (довгому бігу). В останньому став першим олімпіоніком. Під час одного або другого змагання з Аканта зіскочила пов'язка на стегнах; переміг, бігши голяка. Присутні вирішили, що Акант завдячує перемозі бігу без одягу, тому стала традиція — виступати бігунам роздягнутими.